# Invisible Sensation
「Invisible Sensation」（インビジブル・センセーション）は、UNISON SQUARE GARDENの12thシングル。2017年11月8日にトイズファクトリーより発売された。

## 概要
- 前作『10% roll, 10% romance』から約3ヶ月ぶり、バンド初の2週連続リリースの第1弾シングル。
- 初回限定盤に付属のDVDには4曲のMVを収録[2]。
- ジャケットは緑の無地の様に見えるが、光をかざすとベートーヴェンの顔が現れる仕組みとなっている[3]。

## 楽曲について
Invisible Sensation
TVアニメ『ボールルームへようこそ』第12話から第24話のオープニングテーマに起用されている。SEはebaによって製作されている。
スノウループ
2ndシングル『マスターボリューム』収録曲「スノウリバース」、2ndアルバム『JET CO.』収録曲「スノウアンサー」に次ぐ、かねてより存在が示唆されていた「スノウ」と名のつく楽曲シリーズの三作目。
歌詞には「スノウリバース」や「シュプレヒコール 〜世界が終わる前に〜」と同じフレーズが使われている。
サンタクロースは渋滞中
曲のサビに『サンタが街にやってくる』を彷彿とさせるメロディが折り込まれている。音源化されている中ではUNISON SQUARE GARDEN初のクリスマスソングである。
翌年に行われた「UNISON SQUARE GARDEN TOUR 2018 MODE MOOD MODE」では全公演で演奏された。

## 収録曲
| 全作詞・作曲: 田淵智也、全編曲: UNISON SQUARE GARDEN - 編曲協力：eba（#1）。 |                                                                                  |          |            |      |
| #                                                                            | タイトル                                                                         | 作詞     | 作曲・編曲 | 時間 |
| 1.                                                                           | 「Invisible Sensation」(テレビアニメ『ボールルームへようこそ』第2クールOPテーマ) | 田淵智也 | 田淵智也   | 4:15 |
| 2.                                                                           | 「スノウループ」                                                                 | 田淵智也 | 田淵智也   | 4:28 |
| 3.                                                                           | 「サンタクロースは渋滞中」                                                       | 田淵智也 | 田淵智也   | 2:49 |
| 合計時間:                                                                    | 合計時間:                                                                        | 11:32    |            |      |

| #         | タイトル                                                        | 作詞  | 作曲・編曲 | 時間 |
| --------- | --------------------------------------------------------------- | ----- | ---------- | ---- |
| 1.        | 「mix juiceのいうとおり」(Music Video)                          |       |            | 4:49 |
| 2.        | 「アトラクションがはじまる (they call it “NO.6”)」(Music Video) |       |            | 3:58 |
| 3.        | 「10% roll, 10% romance」(Music Video)                          |       |            | 4:39 |
| 4.        | 「Invisible Sensation」(Music Video)                            |       |            | 4:15 |
| 合計時間: | 合計時間:                                                       | 17:41 |            |      |